# Odontoscion eurymesops
Odontoscion eurymesops és una espècie de peix de la família dels esciènids i de l'ordre dels perciformes.

## Morfologia
- Els mascles poden assolir 25 cm de longitud total.[4][5]

## Alimentació
Menja principalment zooplàncton.

## Hàbitat
És un peix marí, de clima tropical (1°N-1°S) i associat als esculls de corall que viu entre 3-30 m de fondària.

## Distribució geogràfica
Es troba a l'oceà Pacífic oriental: les Illes Galápagos.

## Observacions
És inofensiu per als humans.